# Java Desktop System
Java Desktop System (JDS), brevemente noto come OpenSolaris Desktop, è stato un desktop environment che forniva un'interfaccia familiare all'utente che unito al software open source e a una serie di contributi significativi sviluppati da Sun Microsystems permetteva di avere un sistema operativo alternativo a Microsoft Windows.
Il nome riflette l'intenzione di Sun nello spingere la realizzazione di applicazioni per la piattaforma Java. Java Desktop attualmente è compreso in molte versioni del sistema operativo Solaris 10, per architetture x86 e SPARC.

## Caratteristiche tecniche
Java Desktop System inizialmente era basato su SuSE Linux Desktop 1.0 con il Desktop Manager GNOME 2.2, ma questa soluzione fu abbandonata dalla software house. Gli aspetti interessanti di questa soluzione sono diversi. Per cominciare si tratta di una distribuzione pensata subito come client. Una volta completata l'installazione non si avrà un server mascherato da client e non si avranno le centinaia di applicazioni e servizi delle distribuzioni generiche installate sull'hard-disk (tipiche delle soluzioni Unix o Linux). Questa ricchezza è certamente interessante per un tecnico ma disorienta l'utente che concepisce il computer come mero attrezzo da usarsi al minimo indispensabile. Tutto questo è immediatamente pronto, senza configurazioni particolari. Risulta quindi facile standardizzare tutti i sistemi client Linux tramite la procedura di installazione lineare offerta da Sun Microsystems. Tutte le macchine dell'ufficio avranno così la stessa fisionomia.

## Versioni
Sun Java Desktop System 2 è disponibile per distribuzioni basate su SuSE.
Sun Java Desktop System 3 è disponibile solo per il sistema operativo Solaris 10 e comprende diversi software open source tra i principali:
- GNOME 2.6
- StarOffice 7
- Evolution
- Mozilla

Software di sviluppo compreso: 
- StarOffice 7 SDK, NetBeans IDE 4.0,
- Sun Java Studio Creator IDE (versione Trial)
- Sun Java Enterprise 7 IDE.